# ラジオスローリー
『ラジオスローリー』は、西日本放送ラジオ（RNCラジオ）で2018年4月3日から 2021年3月29日まで放送していたラジオ番組。

## 概要
平日の夜、聴いていると時間がゆったりと進み、リスナーがリラックスできるような癒やし系音楽番組を目指していく番組。
パーソナリティはRNCアナウンスカレッジの卒業生で、現役大学生（2018年現在）の赤松汐音が務めている。なお、赤松は諸事情で番組ホームページなど見える形のものに一切顔出しはしない、覆面パーソナリティに近い方針を取っている。
番組公式Twitterへのリプライやダイレクトメッセージからもメッセージを受け付けている。
また、番組内で紹介した店などは番組公式Instagramで随時、紹介している。
2018年4月22日放送「爆笑問題の日曜サンデー」（TBSラジオ）内で行われた「爆笑問題プレゼンツ 全日本ラジオ新番組選手権2018」でグランプリを受賞。
赤松の大学卒業・企業への就職に伴い2021年3月29日をもって終了した。
2021年4月6日からは後継番組として番組のADを担当している青木夏奈（ラジオカーレポーター）がパーソナリティの「なつな、もうすぐ月あかり」が放送される。

## コーナー
65年を振り返る わたしの音楽
2018年、西日本放送開局65周年イヤーにちなみ、音楽で65年を振り返っていくコーナー。リクエストやその年の思い出を募集している。
今日のランチなにたべた?
リスナーがその日食べたランチの画像と感想など一言を募集しているコーナー。
ちょっとおじゃまします。きかせてリクエスト
香川県のタウン情報誌『ナイスタウン』に掲載の店舗を訪ね、店員にリクエストを聞くコーナー。
週替わりコーナー
第1週は「ソレイユ・シネマインフォメーション」、第2週は「火曜の夜のミステリー」、第3週は「スローリー特別講義」、第4週は「こんばんは、本屋さん」を行う。